# Fubuki Kuno
Fubuki Kuno (久野 吹雪, Kuno Fubuki, Fujisawa, 27 december 1989) is een Japans voetbalster die als doelvrouw speelt bij Nojima Stella Kanagawa Sagamihara.

## Carrière

### Clubcarrière
Kuno begon haar carrière in 2010 bij INAC Kobe Leonessa. Ze tekende in 2012 bij Iga FC Kunoichi. In zes jaar speelde zij er 70 competitiewedstrijden. Ze tekende in 2018 bij Nojima Stella Kanagawa Sagamihara.

### Interlandcarrière
Kuno maakte op 6 maart 2013 haar debuut in het Japans vrouwenvoetbalelftal tijdens een wedstrijd om de Algarve Cup tegen Noorwegen.

## Statistieken
| Japans vrouwenvoetbalelftal | Japans vrouwenvoetbalelftal | Japans vrouwenvoetbalelftal |
| Jaar                        | Wed.                        | Dlp.                        |
| --------------------------- | --------------------------- | --------------------------- |
| 2013                        | 1                           | 0                           |
| Totaal                      | 1                           | 0                           |